# Rechaw’am Ze’ewi

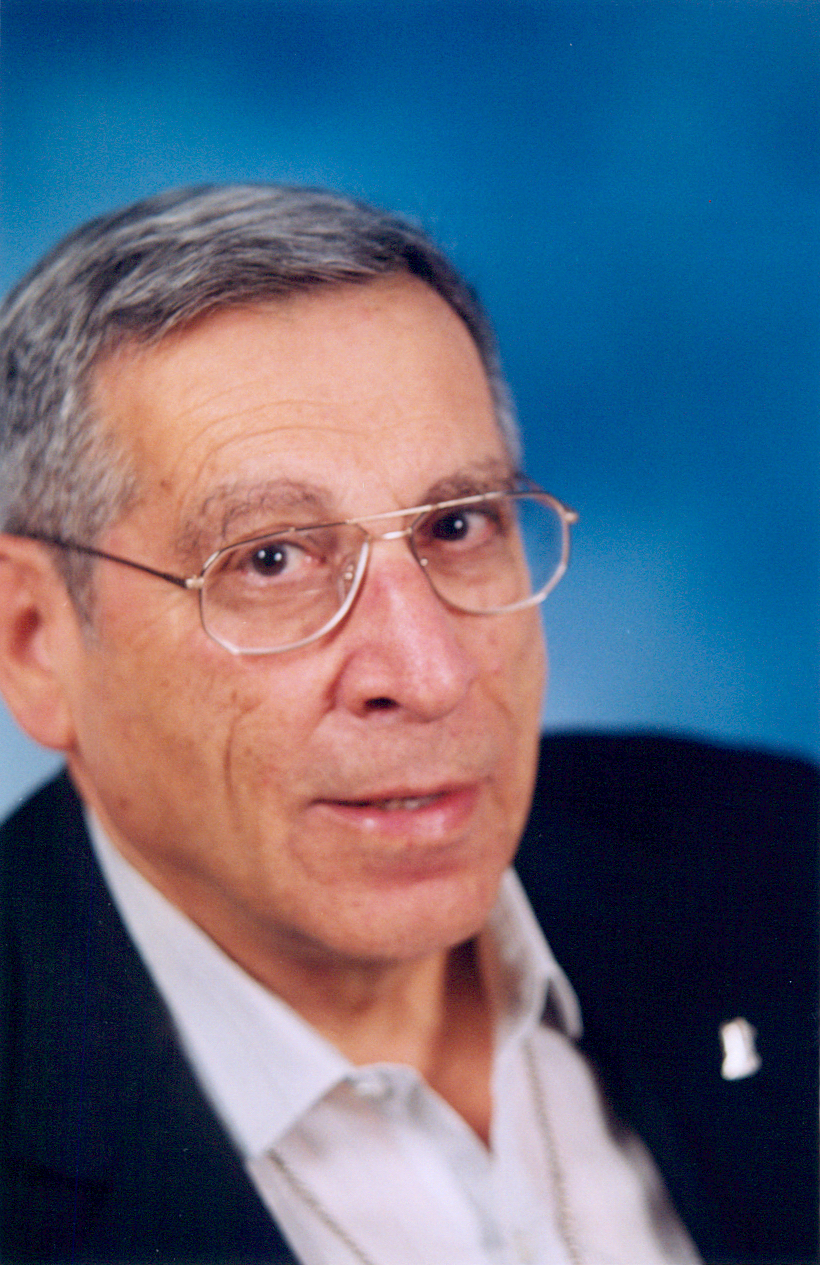
Rehaw'am Ze'ewi

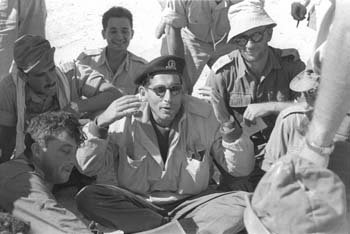
Rechaw’am Ze’ewi (1956)

Rechavʿam Zeʾevi (hebräisch רְחַבְעָם זְאֵבִי Rəchavʿam Səʾevī, Alternativschreibweise Rehavʿam Zeʾevi; geboren am 20. Juni 1926 in Jerusalem; gestorben am 17. Oktober 2001 ebenda) war ein israelischer General, Politiker und Historiker, der die rechtsnationalistische Partei Moledet gründete.

## Leben
Zeʾevis weithin bekannter Spitzname „Gandhi“ stammte aus der Zeit seines Militärdienstes – als sehr schlanker Brillenträger, der sein Kopfhaar rasierte, hatte seine Erscheinung seine Kameraden an Mahatma Gandhi erinnert. Sein höchster Rang in der IDF war der eines Generalmajors (Aluf).
1974 wurde er Antiterrorismus-Berater des israelischen Premierministers Jitzchak Rabin und 1975 Berater für die Geheimdienste. Zeʾevi trat 1977 von dieser Position zurück, als 1977 Menachem Begin Premierminister wurde. 1981 wurde Zeʾevi zum Direktor des Eretz Israel Museums in Tel Aviv ernannt.
1988 gründete Zeʾevi die Partei Moledet („Heimat“). Diese Bewegung hatte sich als wesentliches Ziel die Umsiedlung der Palästinenser aus Israel, Gaza, dem Westjordanland und Ostjerusalem gesetzt. In diesem Sinne unterstützte Ze'ewi den geforderten „Tansfer“, eine im politischen Diskurs Israels verbreitete Bezeichnung für eine Vertreibung. Dies wollte er unter anderem dadurch erreichen, dass das Leben den Palästinensern so unerträglich gemacht würde, dass sie von selbst gingen. Aus Enttäuschung über die Madrider Nahost-Konferenz von 1991 verließ seine Partei die Likud-Regierung von Jitzchak Schamir.
In den nächsten zehn Jahren blieb seine Partei in der Opposition. Die Regierung von Jitzchak Rabin und Schimʿon Peres lehnte er ebenso ab wie die von Ehud Barak. Nach der Wahl Ariel Scharons zum Premierminister 2001 wurde er als Mitglied der Partei Nationale Union Tourismusminister. Als solcher wollte er vermehrt Evangelikale in den USA als Zielmarkt ansprechen. Er sprach sich in Interviews für die alte Forderung des revisionistischen Zionismus aus, wonach Jordanien zu Israel gehören müsse, da dies im Völkerbundsmandat für Palästina ratifiziert sei.
Bei einem Attentat im Flur des Hyatt-Hotels in Jerusalem wurde er am 18. Oktober 2001 während der Al-Aqsa-Intifada durch zwei Schüsse in den Kopf und einen weiteren in den Nacken ermordet. Knapp eine Stunde später bekannte sich die Volksfront zur Befreiung Palästinas zu der Tat, sie bezeichnete sie als Vergeltung für das vorherige Attentat auf den Politiker Abu Ali Mustafa. Ze’ewi war der erste israelische Minister im Amt, der im Israelisch-palästinensischen Konflikt ermordet wurde.
Am 15. Januar 2002 wurde Ahmad Saʿadat, Chef der radikalen Palästinenserorganisation PFLP von der Polizei der Palästinensischen Autonomiebehörde festgenommen. Israel macht ihn für das Attentat verantwortlich. Am 25. Dezember 2008 wurde Saʿadat von einem israelischen Militärgericht unter anderem wegen der Federführung des tödlichen Anschlages auf den israelischen Tourismusminister Rechavʿam Zeʾevi zu 30 Jahren Haft verurteilt.